# 横山大輔
横山 大輔（よこやま だいすけ、1993年12月25日 - ）は、ジャパンラグビーリーグワンヤクルトレビンズ戸田に所属するラグビーユニオン選手。

## プロフィール
- 東京都港区 出身[1]。
- ポジションはナンバーエイト(No8)。
- 身長 183cm、体重 97kg
- ニックネームはDK。

## 略歴
ラグビーを始めたきっかけは父親の影響から。
成城学園初等学校5年よりラグビーを始める。
2012年、ランギオラ高校卒業後、筑波大学に入学。
2015年、筑波大学ラグビー部の副将に就任。
2016年、筑波大学卒業後、NTTドコモレッドハリケーンズ(現・レッドハリケーンズ大阪)に加入。同年9月10日に行われたトップウェストA第1節のJR西日本レイラーズ戦にて先発出場で公式戦初出場を果たす。
2022年5月、現役を引退したが、同年8月、ヤクルトレビンズ(現・ヤクルトレビンズ戸田)に加入して現役復帰。